# سيرجيو أنطونيو سولير دي أوليفيرا جونيور
سيرجيو أنطونيو سولير دي أوليفيرا جونيور (مواليد 15 مارس 1995) هو لاعب كرة قدم برازيلي.

## وصلات خارجية
- سيرجيو أنطونيو سولير دي أوليفيرا جونيور على موقع رابطة كرة القدم اليابانية للمحترفين (اليابانية)
- سيرجيو أنطونيو سولير دي أوليفيرا جونيور على موقع قاعدة بيانات كرة القدم.إي يو (الإنجليزية)
- سيرجيو أنطونيو سولير دي أوليفيرا جونيور على موقع Soccerway.com (الإنجليزية)
- سيرجيو أنطونيو سولير دي أوليفيرا جونيور على موقع عالم كرة القدم.نت (الإنجليزية)